# RMF FM

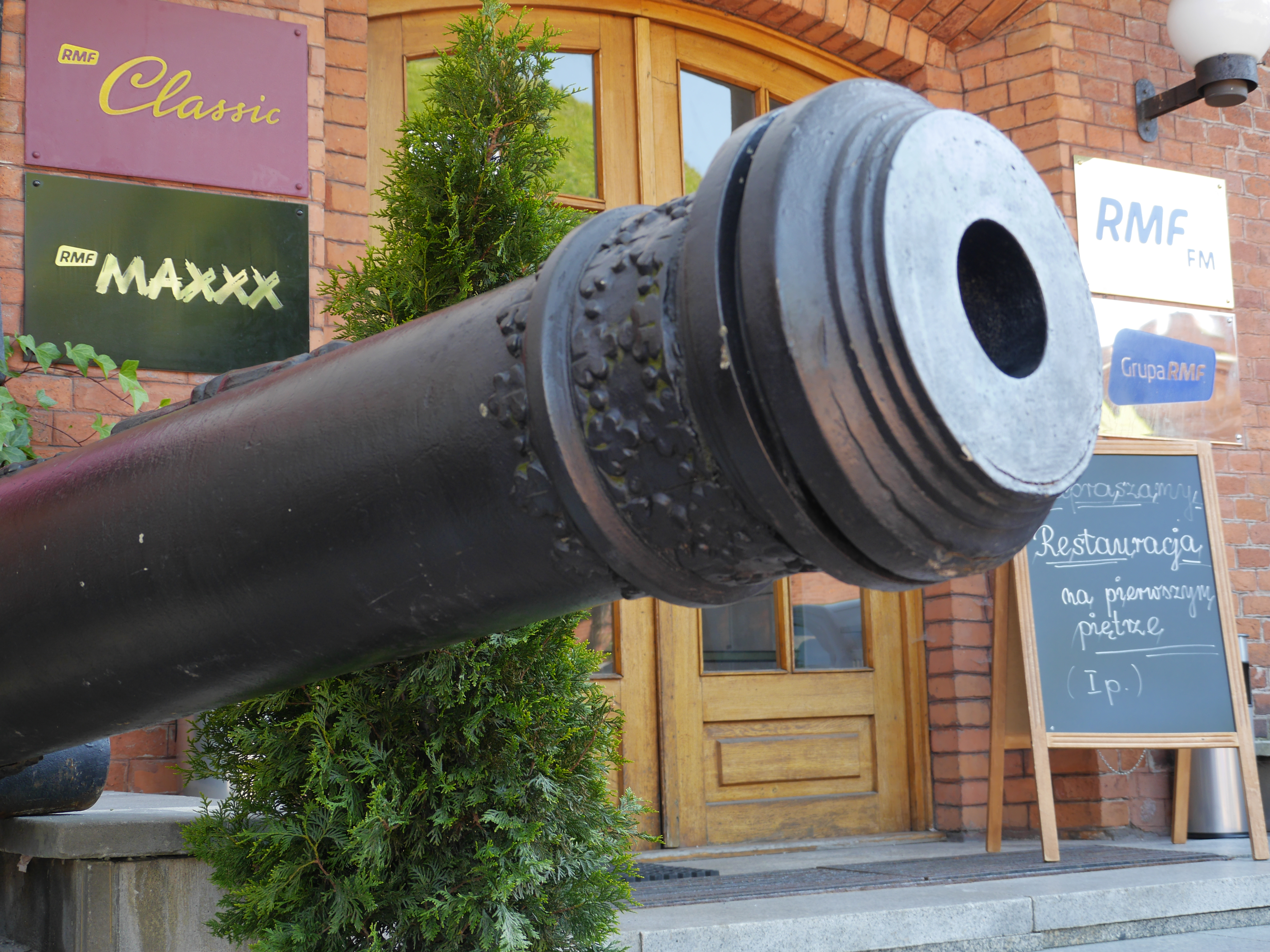
Siedziba radia RMF FM przy Kopcu Kościuszki w Krakowie

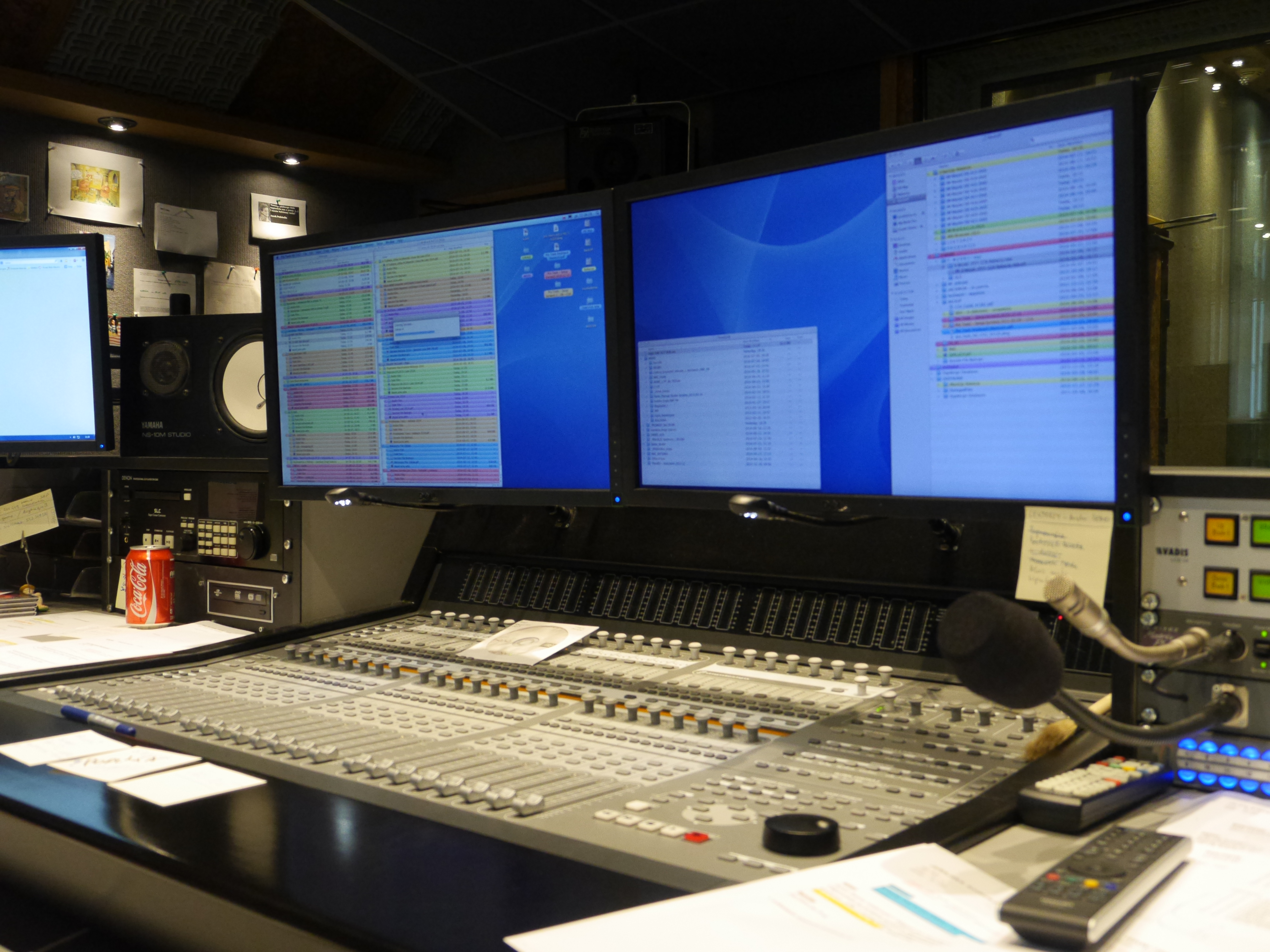
Studio nagraniowe RMF FM, gdzie są tworzone podkłady radiowe.

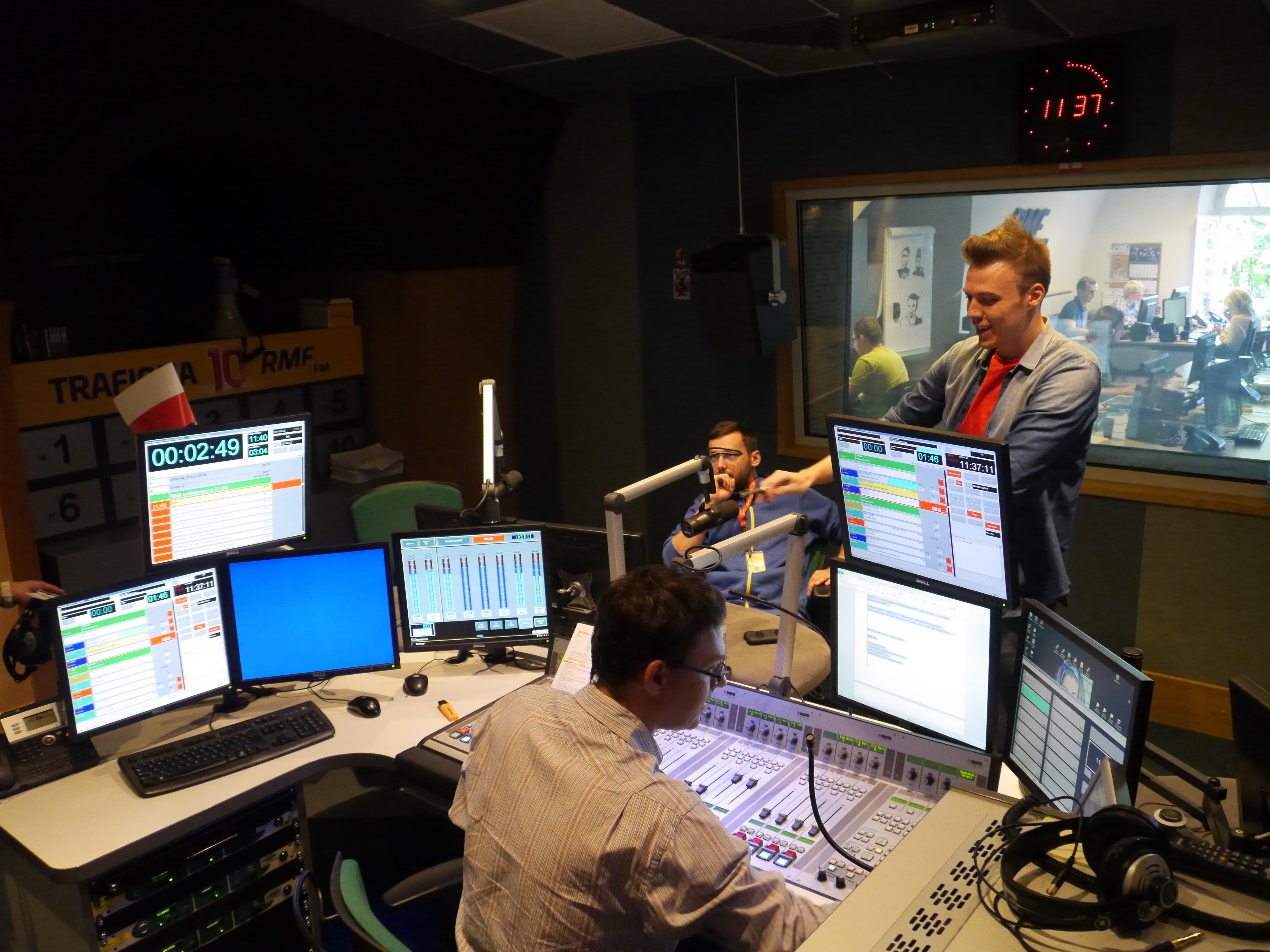
Studio muzyczne RMF FM od wewnątrz

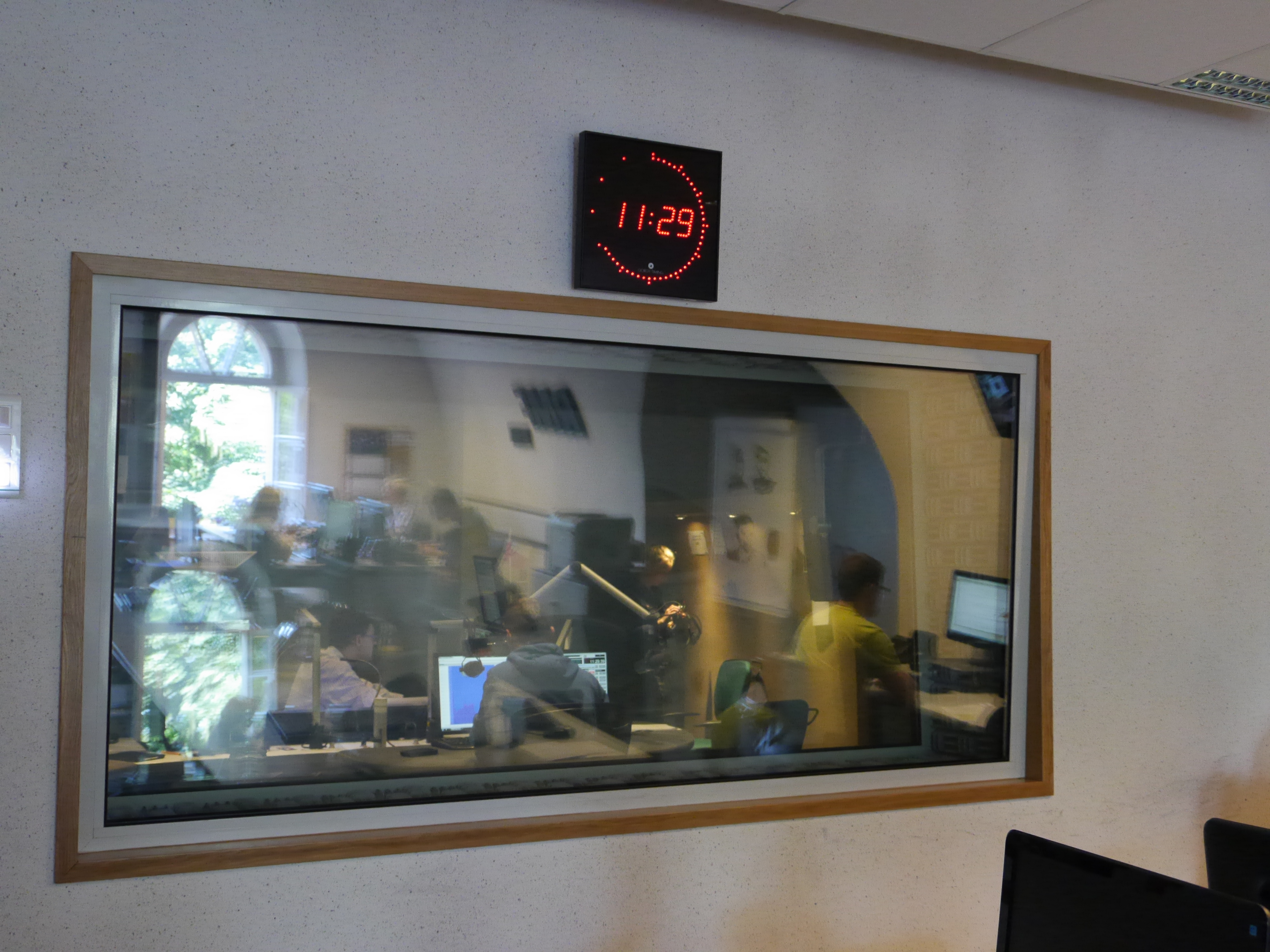
Studio muzyczne RMF FM od zewnątrz

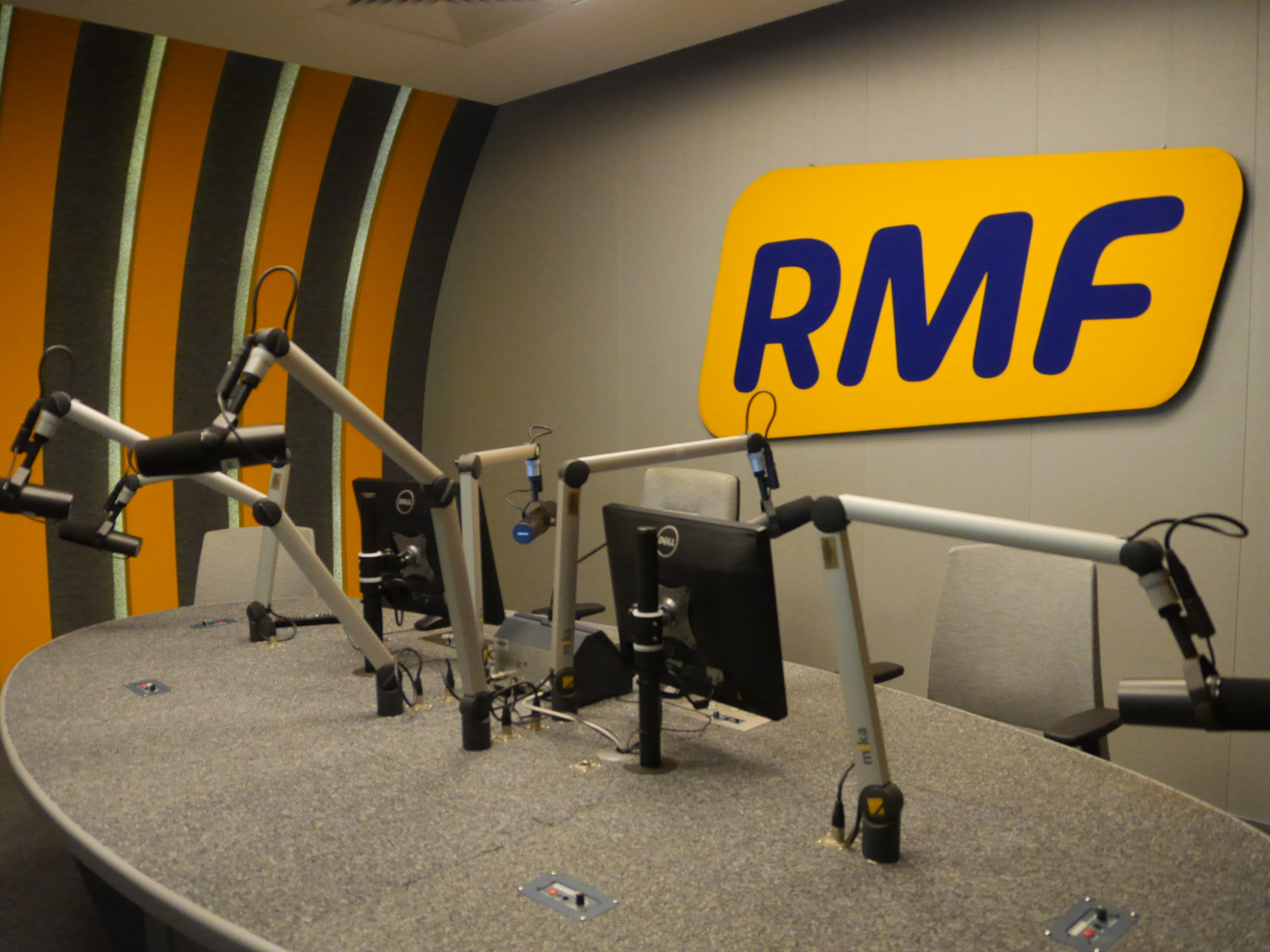
Studio Faktów RMF FM od wewnątrz

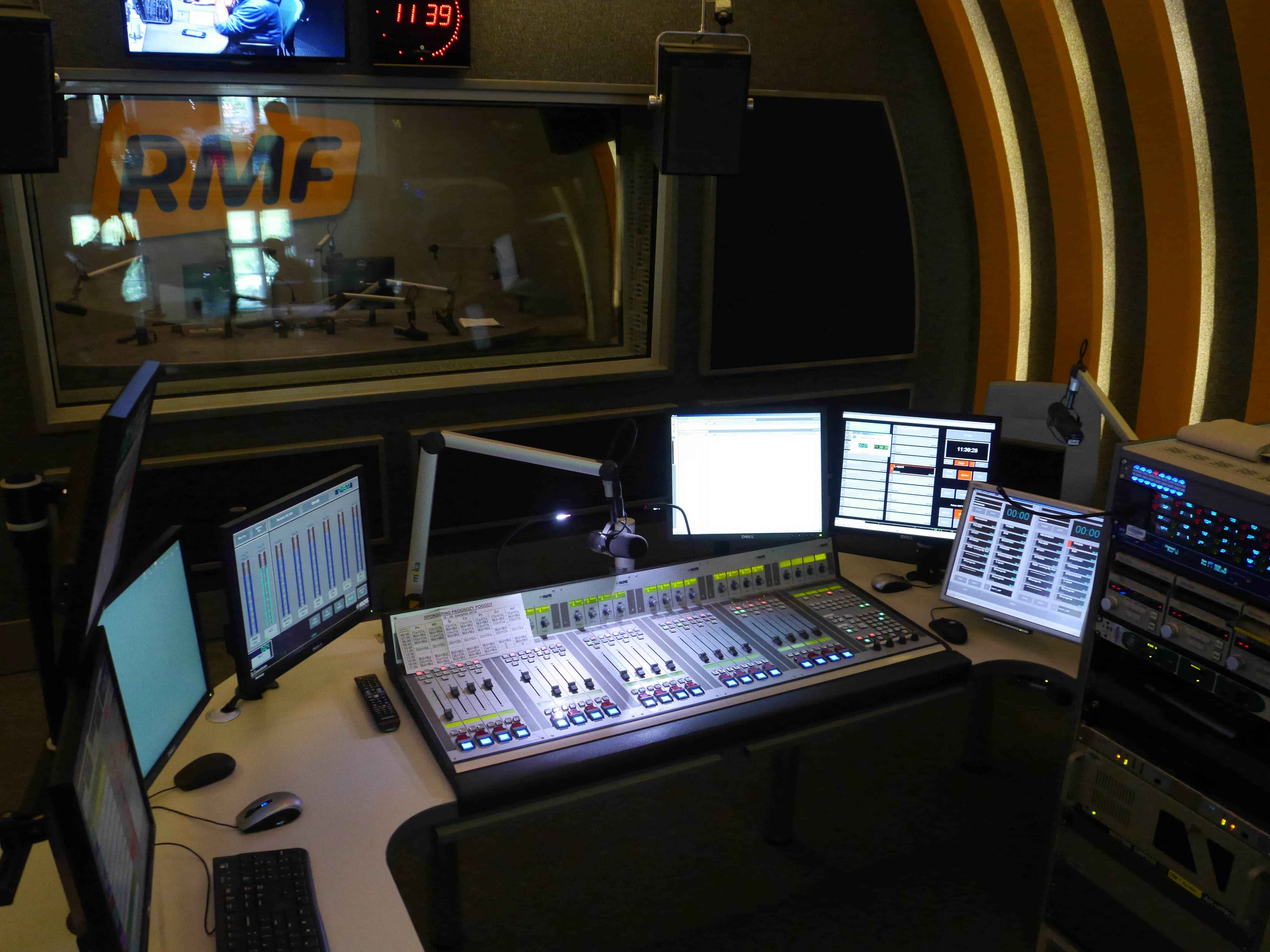
Studio Faktów RMF FM od zewnątrz

RMF FM (w pierwszych latach emisji skrótowiec rozwijano jako Radio Małopolska Fun, później pojawiało się również rozwinięcie Radio Muzyka Fakty) – pierwsza polska prywatna rozgłośnia radiowa, obecnie nadająca w formacie radiowym AC.
Grupą docelową radia są głównie ludzie w wieku 25-39 lat.
RMF FM należy do Grupy RMF (byłe Broker FM). Od 27 października 2006 jej głównym udziałowcem jest niemiecka spółka Bauer Media Invest GmbH. Założycielem i wieloletnim prezesem radia był Stanisław Tyczyński. Od marca 2004 do czerwca 2009 prezesem był Kazimierz Gródek. Od 10 czerwca 2009 do września 2024 był nim Tadeusz Sołtys. Obecnym (od października 2024) prezesem radia RMF FM jest Tomasz Ramza

## Historia

### Geneza
Głównym założycielem radia był Stanisław Tyczyński, który w 1981 roku zainicjował Radio Solidarność Małopolska. Od 1984 do 1989 roku mieszkał we Francji. Po powrocie do Krakowa 9 czerwca 1989 roku założył wraz z grupą działaczy Solidarności Krakowską Fundację Komunikacji Społecznej, mającą na celu „upowszechnianie swobodnej komunikacji społecznej, rzetelne i obiektywne informacje, swobodne wyrażanie opinii i poglądów”.
Pierwszy wniosek o nadanie częstotliwości i koncesji radiowej złożono jeszcze w listopadzie 1989 roku, jednakże został on odrzucony. Niedługo później zgłoszono drugi wniosek na retransmisję programu francuskiego FUN Radia, powołując się na podobne emisje TV Ostankino i Rai Uno w Krakowie. Tym razem wniosek został zaakceptowany, a stacja otrzymała częstotliwość 70,06 MHz.

### Lata 90. XX wieku
Retransmisja została uruchomiona 15 stycznia 1990 roku. Pierwszym utworem, który pojawił się na antenie była piosenka zespołu Toto – „Africa”. Początkowo stacja mieściła się w dwóch mieszkaniach, jednakże po ośmiu miesiącach emisję przeniesiono pod Kopiec Kościuszki. W tym samym czasie pojawiły się pierwsze polskie reklamy (częściowo zmyślane przez dziennikarzy celem sprawienia wrażenia dużego zainteresowania reklamodawców) oraz regularne serwisy informacyjne z Krakowa, a do stacji dotarła pierwsza ciężarówka sprzętu darowanego przez FUN Radio. Program stopniowo się rozbudowywał – od 24 września z Krakowa emitowane były cogodzinne wiadomości oraz programy od 5:00 do 9:00 (od 12 listopada do 14:00) oraz od 22:00 do 1:00 w nocy. Wśród prowadzących audycje byli między innymi Ewa Drzyzga, Piotr Metz, Marcin Wrona, Tadeusz Sołtys, Andrzej Sołtysik i Bogdan Rymanowski.
Od 7 stycznia 1991 na antenie RMF emitowane były serwisy Radia Wolna Europa, a 14 stycznia Paweł Pawlik stał się pierwszym korespondentem terenowym, nadając z Tarnowa. 25 lutego pierwszy korespondent zagraniczny pojawił się w Paryżu, w kwietniu otwarto placówkę w Wiedniu, a w czerwcu w warszawskim Hotelu Marriott – pierwszym jej pracownikiem był Hieronim Wrona. 1 lipca 1991 zadebiutował wóz transmisyjny stacji, terenowa Toyota Land Cruiser. 11 grudnia 1991 wóz transmisyjny wziął udział w pierwszym dużym wydarzeniu – pożarze krakowskiej filharmonii.
W październiku 1991 roku zakończyła się współpraca KFKS i FUN Radia. Było to związane z tym, że udziałowcy francuscy nie akceptowali jedynie 33% udziału w firmie, na co pozwalało polskie prawo, a interesowała ich wyłącznie pełnia udziałów. W związku z tym zakończyła się retransmisja FUN Radia.
20 kwietnia 1992 stacja wyemitowała na żywo The Freddie Mercury Tribute Concert z udziałem Metalliki, Eltona Johna, Davida Bowiego, U2 czy Guns’n’Roses. 26 czerwca 1992 uruchomiono drugie studio, a w lipcu 1992 biuro korespondenta w Warszawie. Również 15 lipca po raz pierwszy do członu RMF dodano dopisek FM. 12 września pojawiła się pierwsza lista przebojów, 2 listopada stacja pojawiła się na satelicie (dzięki umowie z MTV Europe zajęła drugą podnośną dźwięku tej stacji), a w grudniu uruchomiono drugi nadajnik RMF FM – w Katowicach (na częstotliwości 71,75 MHz).
16 stycznia 1993 roku wystartował oddział RMF FM w Katowicach (pierwszy lokalny oddział poza Krakowem). 20 stycznia pojawił się korespondent w Waszyngtonie, 8 marca produkcję własnego programu rozpoczął oddział w Częstochowie. 1 września wystartował pierwszy program poranny „Ni w 5 ni w 9”, który 30 sierpnia 1999 zmienił się w nadawany do dzisiaj „Wstawaj, szkoda dnia”.
W lutym 1994 roku KRRiT podjęła uchwałę o przyznaniu stacji koncesji ogólnopolskiej. 15 kwietnia uruchomiono placówkę w Brukseli. 26 maja do koncesji wpisano możliwość rozszczepień lokalnych. 1 listopada uruchomiono emisję programu lokalnego w Łodzi, a 19 grudnia ruszyła stacja lokalna w Warszawie – emisję „włączył” ówczesny dyrektor KRRiT za pomocą laptopa z Internetem.
W 1995 roku ruszyły oddziały lokalne we Wrocławiu (2 stycznia), Poznaniu (6 lutego), Lublinie (5 kwietnia), Opolu, Zakopanem (odpowiednio 17 i 22 lipca), Rzeszowie (1 sierpnia), Trójmieście (9 września), Szczecinie (2 października) i Bydgoszczy (27 listopada; we wrześniu 2008 roku oddział przeniesiono do Torunia) oraz biura korespondentów w Tokio (13 marca) i Tel Awiwie (1 maja). W czerwcu 1995 roku stacja stała się posiadaczem pierwszego w Polsce radiowego satelitarnego wozu reporterskiego, którego użyła do ciągnącej się przez całe lato pierwszej trasy koncertowej z serii „Inwazja mocy”. Podczas odbywającego się w ramach Inwazji koncertu w Tychach 15 sierpnia 1995 roku rozbił się wynajmowany przez stację helikopter, pilot zginął.
Od 5 lutego 1996 roku stacja posiadała korespondenta w Londynie, a od 1 marca także w Moskwie. W tym samym roku pojawiło się „Polityczne graffiti”, emitowane równocześnie w RMF FM i Polsacie. Pod koniec roku stacja stała się najpopularniejszą stacją radiową w Polsce według badań słuchalności – z przerwami zajmuje to miejsce do dzisiaj.
1 lutego 1997 roku wystartowała stacja w Olsztynie. 16 czerwca pojawiła się lista Hop Bęc, która w okresie swojej świetności (okolicach 1999 roku) była najpopularniejszą audycją dla młodzieży w kraju. Przeprowadzana od 26 czerwca 1997 roku kolejna edycja akcji „Inwazja Mocy” została zawieszona na około miesiąc z uwagi na powódź tysiąclecia – stacja stworzyła „Inwazję Pomocy”, wspierając działania ratunkowe służb i informując o nich na antenie.
W styczniu 1998 roku dziennikarze RMF FM jako jedyni Polacy nadawali z Bagdadu, Kuwejtu i Bahrajnu podczas kryzysu w Zatoce Perskiej. 1 września uruchomiono w Krakowie lokalną stację Opera FM (dziś RMF Classic).
W marcu 1999 roku dziennikarze RMF FM relacjonowali wojnę na Bałkanach. W lipcu stacja przeprowadziła kolejną edycję „Inwazji Mocy”, podczas której miało miejsce największe zgromadzenie ludzi w Polsce – około 3 milionów ludzi. 1 września 1999 stacja przejęła lokalne krakowskie radio Blue FM (dziś Radio Eska Kraków).

### Lata 00. XXI wieku
11 lutego 2000 roku ruszył portal Interia.pl, spółka-córka RMF. 1 marca pojawił się korespondent w Berlinie, a 7 grudnia stacja jako pierwsza ze wszystkich ogólnopolskich stacji radiowych pojawiła się w platformie Wizja TV.
7 marca 2001 roku KRRiT odnowiła stacji koncesję na kolejne 10 lat, tym razem jednak bez możliwości rozszczepień lokalnych. Z powodu tej decyzji 17 kwietnia pod siedzibą Rady odbyła się pikieta dziennikarzy i przyjaciół stacji. Rada nie zmieniła jednak swojej decyzji – 22 maja 2001 weszła w życie nowa koncesja, a 25 maja 2001 zakończono emisję programów lokalnych. Na przełomie lipca i sierpnia 2001 stacja przeprowadziła akcję pomocy powodzianom z okolic Suchej Beskidzkiej. 11 września 2001 kilka minut przed godziną 15 na antenie podano informację o zamachu na World Trade Center i Pentagon, a następnie w eterze pojawił się najdłuższy w dotychczasowej historii polskiej radiofonii, ośmiogodzinny serwis informacyjny (rekord ten został pobity po katastrofie w Smoleńsku, także przez RMF). Bezpośrednio po atakach reporterzy pojawili się w Pakistanie, Afganistanie, Zatoce Perskiej, Izraelu oraz Betlejem, informując o następujących po ataku napięciach.
28 marca 2002 roku sygnał stacji został udostępniony w Internecie. 15 lipca 2002 jako jedyna stacja radiowa w Polsce RMF przeprowadził wywiad z prezydentem George’em Bushem. W sierpniu realizowano przekazy z ostatniej pielgrzymki Jana Pawła II do Polski. 24 października 2002 stacja wygrała proces z KRRiT w sprawie przedłużenia koncesji bez możliwości realizacji wejść lokalnych.
W 2003 roku dziennikarze RMF jako jedyni z Polski relacjonowali wojnę w Iraku wprost z Bagdadu. 11 kwietnia 2003 powstała agencja fotograficzna RMF, a 27 października 2003 wystartowała stacja RMF Classic.
1 lipca 2004 roku ruszyło RadioMan, ukraiński projekt radiowy realizowany we współpracy z RMF. 14 lipca Broker FM, właściciel RMF, zadebiutował na giełdzie. 27 września wystartował RMF Maxxx.
2 kwietnia 2005 roku o godzinie 21:55 stacja podała informację o śmierci Jana Pawła II. Następnie zaprezentowano wielogodzinny, całonocny program na żywo. Pogrzeb Jana Pawła II także był transmitowany na antenie stacji wraz z wejściami na żywo kilkunastu dziennikarzy z różnych części kraju. Stacja obszernie relacjonowała także zamachy w Madrycie i Londynie oraz katastrofę hali MTK i katastrofę górniczą w kopalni Halemba.
28 października 2006 roku ogłoszono sprzedaż stacji niemieckiemu wydawnictwu Verlagsgruppe Bauer. 30 kwietnia 2007 roku powstało Miasto Muzyki (dziś działający jako RMFon.pl). W 2009 roku na antenie pojawiła się Wielka kumulacja.

### Lata 10. XXI wieku
7 lutego 2010 roku zmarł Stanisław Smółka, jeden z założycieli stacji. 10 kwietnia 2010 roku stacja bardzo obszernie relacjonowała katastrofę w Smoleńsku, wyemitowała dwa wydania Faktów trwające razem 21,5 godziny. W czasie pogrzebu Lecha i Marii Kaczyńskich wydano kolejne kilkugodzinne wydanie Faktów. Po zakończeniu uroczystości stacja przygotowała księgę podziękowań dla prezydenta Gruzji, który mimo wybuchu wulkanu dotarł do Krakowa z kilkoma przesiadkami oraz zestaw piłeczek golfowych dla Baracka Obamy, który przez chmurę wulkaniczną nie dotarł do Polski, a w czasie pogrzebu grał w golfa. Obszernie relacjonowano też powódź z 2010 roku, podczas której stacja zebrała ponad 30 ton darów dla powodzian.
W 2012 roku stacja poświęciła wiele czasu EURO 2012. Dwa lata później relacjonowała kanonizację Jana Pawła II, a także stworzyła akcję „RMF i przyjaciele”, zapraszając swoich słuchaczy na kolację stworzoną z dań obecnych w kartach restauracji, w których nagrano polityków podczas afery taśmowej.
W 2015 roku stacja obchodziła 25-lecie istnienia, a w 2020 roku 30-lecie.

### Lata 20. XXI wieku
3 listopada 2021 roku nadano specjalne, jubileuszowe wydanie Poplisty (5000). Prowadziło je 3 dziennikarzy: Mateusz Opyrchał, Dariusz Maciborek i Marcin Jędrych. 24 lutego 2022 roku, w związku z rozpoczęciem Inwazji Rosji na Ukrainie, stacja zmieniła ramówkę. W pierwszych dniach inwazji rozgłośnia nadawała Fakty (w duetach przez całą dobę) co 15 minut (od godz. 6.00 do 19.00) i co 30 minut (od godz. 19.00 do 06.00), a także sześć rozmów. Na początku wojny programy nie miały nazw w ramówce na stronie internetowej nadawcy, przez pierwsze dni wojny programy nie były emitowane (prowadzący tylko zapowiadali Fakty).
1 kwietnia 2025 roku stacja przywróciła emisję rozszczepień lokalnych. W ich skład weszła lokalna prognoza pogody dla Warszawy, Katowic, Krakowa, Poznania, Trójmiasta i Wrocławia.

## Słuchalność
Według badania Radio Track (wykonanego przez Millward Brown SMG/KRC) udział RMF FM pod względem słuchania w okresie od października 2024 do grudnia 2024 w grupie wiekowej 15–75 lat wyniósł 30,2%, co dało tej stacji pozycję lidera rynku radiowego w Polsce.

### Słuchalność w miastach Polski
- Szczecin: 13,2% (lider w okresie październik 2024 – marzec 2025)[39],

- Wrocław: 15,4% (lider w okresie październik 2024 – marzec 2025)[40],

- Aglomeracja Śląska: 33,4% (lider w okresie październik 2024 - marzec 2025)[41],
- Częstochowa: 15.4% (wicelider w okresie październik 2024 – marzec 2025)[42],

- Kraków: 33,3% (lider w okresie październik 2024 – marzec 2025)[43],

- Rzeszów: 27,8% (lider w okresie lipiec 2024 – grudzień 2024)[44],

- Lublin: 16,4% (lider w okresie lipiec 2024 – grudzień 2024)[45],

- Białystok: 30,6% (lider w okresie lipiec 2024 – grudzień 2024)[46],
- Olsztyn: 27,9% (lider w okresie styczeń 2024 – czerwiec 2024)[47],
- Trójmiasto: 16,5% (lider w okresie marzec 2024 – sierpień 2024)[48],
- Bydgoszcz: 19.0% (lider w okresie lipiec 2024 – grudzień 2024)[49],
- Toruń: 23,6% (lider w okresie lipiec 2024 – grudzień 2024)[50],
- Poznań: 15,7% (lider w okresie lipiec 2024 – grudzień 2024)[51],
- Łódź: 14,8% (wicelider w okresie lipiec 2024 -grudziień 2024)[52],
- Kielce: 24,2% (lider w okresie lipiec 2024 – grudzień 2024)[53],
- Radom: 15,7% (lider w okresie lipiec 2024 – grudzień 2024)[54],
- Warszawa: 11,8% (wicelider w okresie lipiec 2024 – grudzień 2024)[55].

## Kampanie reklamowe
RMF FM organizuje akcje reklamowe, takie jak „Najlepsza Muzyka”, „Jak zawsze RMF FM” czy „Oddałem głos na muzykę”. We wszystkich kampaniach biorą udział gwiazdy muzyki polskiej i światowej[5].

## Radio RMF FM w internecie (2007)
W 2007 roku RMF FM uruchomiło specjalny serwis udostępniający strumienie internetowe wszystkich stacji odznaczających się logo RMF (RMF FM, RMF Classic i RMF Maxxx), a także wielu kanałów tematycznych i autorskich.

## Dyrekcja RMF FM
- Tomasz Ramza – prezes zarządu
- Ewa Miszczak – wiceprezes zarządu
- Iwona Bołdak – dyrektorka programowa
- Przemysław Kula – dyrektor anteny
- Adam Czerwiński – dyrektor muzyczny
- Michał Rodak – dyrektor informacji
- Blanka Baranowska – zastępca dyrektora informacji
- Krzysztof Berenda – dyrektor redakcji RMF Warszawa

## Audycje i ich prowadzący

### Obecnie[56]
- Fakty RMF FM – Ewa Kwaśny, Marlena Chudzio, Agnieszka Pietrzak, Katarzyna Podraza, Magdalena Wojtoń,  Anna Wachowska, Michał Zieliński, Tomasz Weryński, Tomasz Staniszewski, Bogdan Zalewski, Paweł Konieczny, Arkadiusz Stępień-Miernikowski, Karol Płaczkiewicz[57][58]
- Wstawaj, szkoda dnia – Przemysław Skowron, Jacek Tomkowicz, Mariusz Kałamaga, Tomasz Olbratowski
- Felieton – Tomasz Olbratowski[59]
- Byle do piątku – Daniel Dyk, Paweł Jawor, Paulina Sawicka
- Lepsza połowa dnia – Mateusz Opyrchał, Aleksandra Filipek
- Poplista /Poplista Plus – Dariusz Maciborek
- Dobra nocka – Paulina Sawicka, Paweł Jawor, Maciej Rybak,
- Weekendowy Poranek RMF FM – Daniel Dyk, Paulina Sawicka
- Lepiej być nie może – Krzysztof Urbaniak, Daniel Dyk
- Wszystko gra – Paweł Jawor, Maciej Rybak
- Popoktagon – Marcin Jędrych, Maciej Rybak
- Projekt XD – Maciej Rybak
- Sceny zbrodni – Daniel Dyk, Kamil Barnowski

### Niektóre audycje emitowane dawniej
- Buntownik z wyboru – Marek Piekarczyk, Aleksandra Filipek Krzysztof Urbaniak
- Byle do piątku – Robert Konatowicz, Małgorzata Kościelniak, Krzysztof Urbaniak, Kamil Baleja, Sławomir Kowalewski, Robert Karpowicz, Ewelina Pacyna
- Czas się śmieje – Michał Figurski
- Co ludzie powiedzą? – Aleksandra Filipek, Krzysztof Urbaniak, Paweł Jawor
- Disco RMF – Marcin Jędrych
- Dobry wieczór – Marcin Jędrych, Krzysztof Urbaniak, Daniel Dyk, Sławomir Kowalewski, Tomasz Brhel, Kamil Baleja
- Dobrze zagrane – Marcin Jędrych, Tomasz Brhel, Aleksandra Filipek
- Eurochart 100 – Marcin Jędrych
- Gorące numery gwiazd – Marcin Jędrych
- Gwiazdozbiór Smoka – Marcin Jędrych
- Historia dla dorosłych – Przemysław Skowron, Jacek Tomkowicz, Tomasz Olbratowski
- Imprezowy piątek – Marcin Jędrych, Jacek Tomkowicz, Joanna Meus
- Imprezowy weekend – Marcin Jędrych, Mateusz Opyrchał
- JW 23 – Marcin Jędrych, Marcin Wrona, Witold Odrobina
- Kawałek weekendu – Krzysztof Urbaniak, Marcin Jędrych
- Krakowskie Przedmieście 27 – Tomasz Skory i Konrad Piasecki, Piotr Salak i Ryszard Cebula
- Koniec wieku – Piotr Metz
- Kontrwywiad RMF FM – Kamil Durczok, Konrad Piasecki
- Lepsza połowa dnia – Katarzyna Wilk i Kamil Baleja
- Lista Hop-Bęc – Marcin Jędrych
- Metzoforte – Piotr Metz, Marcin Jędrych i Tomasz Słoń
- Na językach – Marzena Rogalska
- Ni w 5 ni w 9 – Tadeusz Sołtys i Michał Kubik
- Numer za numerem – Marcin Jędrych, Krzysztof Urbaniak
- Przesłuchanie – Tomasz Skory, Agnieszka Burzyńska, Mariusz Piekarski
- Przepis na weekend – Kamil Baleja
- Przebój za przebojem – Marcin Jędrych, Joanna Meus
- Polityczne graffiti – Tomasz Skory, Brian Scott, Ryszard Cebula, Konrad Piasecki i Paweł Pawlik
- Poplista plus impreza – Dariusz Maciborek, Marcin Jędrych
- Popołudniowa Rozmowa Dnia – Tomasz Skory, Mariusz Piekarski, Roman Osica
- Poliż temat – Ewa Błachnio, Robert Korólczyk, Mariusz Kałamaga
- Poza zasięgiem – Stanisław Smółka
- Radio Muzyka Fakty – Tadeusz Sołtys, Jacek Stawiski, Ewa Drzyzga, Ewa Stykowska, Edward Miszczak, Marcin Wrona, Bogdan Rymanowski i Grażyna Bekier
- Radioturniej – Michał Figurski
- RMF Extra – Marta Grzywacz i Piotr Jaworski
- Rockandrollowa historia świata – Marcin Jędrych, Marek Piekarczyk
- Rozmowy w biegu – Maciej Dowbor
- Rozmowy podsłuchiwane – Jacek Żakowski i Piotr Najsztub
- Szkółka niedzielna – Brian Scott i Paweł Pawlik
- Świat filmu według Andrzeja Sołtysika – Andrzej Sołtysik
- Świat na głowie – Marcin Jędrych, Tomasz Olbratowski
- Technikum Mechanizacji Muzyki (TMM) - Bogdan Zalewski
- Tego jeszcze nie grali – Paweł Jawor, Mateusz Opyrchał
- Ten Top – Marcin Jędrych
- To lubię! – Ewa Farna
- Tydzień z głowy – Ewelina Pacyna
- Twoje 5 minut (program nadawany jest w trakcie Lepszej Połowy Dnia w piątek) – Mateusz Opyrchał, Jacek Tomkowicz
- Wasza muzyka – Ewa Drzyzga, Dariusz Maciborek, Piotr Metz, Robert Konatowicz, Mirosław Golański, Robert Janowski, Tomasz Brhel
- Wolno wstać – Jan Burda, Sławomir Kowalewski
- Wolne żarty – Krzysztof Urbaniak, Karol Modzelwski
- Wszystkie struny świata – Robert Konatowicz
- Wszystkie numery Agnieszki Chylińskiej – Agnieszka Chylińska
- Wszystko w temacie – Marcin Jędrych, Krzysztof Urbaniak
- Wstawaj szkoda dnia – Tadeusz Sołtys, Michał Kubik, Beata Fiedorow, Piotr Urbaniak, Witold Lazar, Sylwia Paszkowska, Marcin Ziobro, Robert Karpowicz, Kamil Baleja
- Z góry na dół – Edward Miszczak
- Za dużo, za mało – Andrzej Sołtysik, Stanisław Smólka, Andrzej Roszak, Marcin Wrona, Ewa Drzyzga

## Lokalizacje stacji nadawczych
Opracowano na podstawie spisu zamieszczonego na stronie internetowej radiopolska.pl
- Białogard/Sławoborze – 96,4 MHz
- Białystok/Krynice – 100,2 MHz
- Bielsko-Biała/Góra Klimczok – 89,2 MHz
- Solina/Góra Jawor – 101,1 MHz
- Bydgoszcz/Trzeciewiec – 93,3 MHz
- Częstochowa/Wręczyca – 105,9 MHz
- Dęblin/Ryki – 93,6 MHz
- Dobromierz/SLR Dobromierz – 97,1 MHz
- Elbląg/Komin ENERGA[61] – 92,6 MHz
- Ełk/Oracze – 106,5 MHz
- Gdańsk/Chwaszczyno – 98,4 MHz
- Giżycko/Miłki – 102 MHz
- Gołańcz koło Wągrowca – 91,7 MHz
- Gorzów Wielkopolski/Janice[62] – 96,1 MHz
- Iława/Kisielice – 107,4 MHz
- Jelenia Góra/Śnieżne Kotły – 100,8 MHz
- Kalisz/Mikstat – 98,0 MHz
- Katowice/Kosztowy – 93,0 MHz
- Kielce/Święty Krzyż – 88,2 MHz
- Kluczbork/Elewator Polskich Młynów[61] – 99,5 MHz
- Kłodzko/Czarna Góra – 101,6 MHz
- Konin/Żółwieniec – 98,9 MHz
- Koszalin/Gołogóra – 89,3 MHz
- Koszalin/Góra Chełmska – 104,9 MHz
- Kraków/Chorągwica – 96,0 MHz
- Krynica/Góra Parkowa – 105,9 MHz
- Legnica/Piastowska[61] – 96,1 MHz
- Leżajsk/Giedlarowa – 101,8 MHz
- Lębork/Skórowo – 103,4 MHz
- Lubań/Nowa Karczma – 93,8 MHz
- Lublin/Piaski – 89,3 MHz
- Łobez/Toporzyk – 91,3 MHz
- Łódź/komin EC-4[61] – 93,5 MHz
- Olsztyn/Pieczewo – 95,3 MHz
- Ostrołęka/Ławy – 91,5 MHz
- Piła/Rusinowo – 96,6 MHz
- Płock/Rachocin – 94,3 MHz
- Głogów/Jakubów[61] – 88,2 MHz
- Poznań/Śrem – 94,6 MHz
- Poznań/Uniwersytet Ekonomiczny – 91,5 MHz
- Prudnik/Chrzelice – 95,3 MHz
- Przemyśl/Tatarska Góra – 103,4 MHz
- Rabka/Luboń Wielki – 104,7 MHz
- Krosno/Sucha Góra – 100,1 MHz
- Siedlce/Łosice – 91,9 MHz
- Słupsk/Komin Sydkraft EC Słupsk[61] – 100,9 MHz
- Suwałki/Krzemianucha – 95,1 MHz
- Szczawnica/Góra Przehyba – 103,2 MHz
- Szczecin/Kołowo – 106,7 MHz
- Świnoujście/Chrobrego[61] – 101,2 MHz
- Tarnów/Góra św. Marcina – 95,4 MHz
- Wałbrzych/Góra Chełmiec – 102,9 MHz
- Warszawa (biurowiec Rondo 1[63]) – 90,6 MHz
- Warszawa/Raszyn[64] – 91,0 MHz
- Wrocław/Żórawina – 92,9 MHz
- Zakopane/Gubałówka – 101,8 MHz
- Zamość/Tarnawatka – 107,7 MHz
- Zielona Góra/Jemiołów – 106,4 MHz
- Żagań/Wichów – 94,8 MHz

## Plebiscyty RMF FM
Każdego roku organizowane są plebiscyty takie jak Przebój Lata Radia RMF FM (finał plebiscytu w ostatnią niedzielę wakacji) i Przebój Roku Radia RMF FM (finał plebiscytu 1 stycznia).

## Flota transportowa
W największych oddziałach radia RMF FM stacjonują wozy reporterskie. W Krakowie, Trójmieście i Warszawie są to wozy satelitarne, zbudowane na bazie furgonów Mercedesa i Volkswagena. W Poznaniu, Wrocławiu i Katowicach (oraz dodatkowo w Warszawie i Krakowie) stacjonują z kolei terenowe Kia Sportage, które wykorzystują do połączenia maszt z anteną radiową. Każdy wóz reporterski RMF-u posiada charakterystyczne, żółto-niebieskie barwy.
Oprócz pojazdów transmisyjnych stacja wykorzystuje kilkadziesiąt samochodów osobowych. Obecnie są to najczęściej SEAT Ibiza (m.in. w Poznaniu), Citroën Berlingo (m.in. w Lublinie) i Mitsubishi Outlander (m.in. w Warszawie) Wcześniej w barwach RMF-u jeździły między innymi Citroëny, Daewoo, Škody, Fiaty, Ople oraz Renault.